# Xenomolgula
Xenomolgula is een monotypisch geslacht uit de familie Molgulidae en de orde Stolidobranchia uit de klasse der zakpijpen (Ascidiacea).

## Soorten
- Xenomolgula mira Ärnbäck, 1931